# Jonas Brorsson
Jonas Robert Brorsson, född 12 juli 1963 i Trelleborg, är en svensk före detta fotbollsspelare.
Brorsson spelade större delen av sin karriär i Trelleborgs FF. Han är far till fotbollsspelarna Franz och Freddie Brorsson.

## Karriär
Brorsson började spela fotboll i Trelleborgs FF som 10-åring. Han debuterade i A-laget 1982. Totalt spelade Brorsson 370 seniormatcher för Trelleborgs FF innan han 1996 valde att avsluta sin fotbollskarriär. Han spelade under sin karriär även för Gunnilse IS.
1997 blev Brorsson lagledare i Trelleborgs FF och mellan 1998 och 2004 hade han titeln klubbdirektör/sportchef. Inför säsongen 2005 blev Brorsson huvudtränare i division 3-klubben Asmundtorps IF.